# Ана-Кызыл
Ана-Кызыл (кирг. Ана-Кызыл) — село в Узгенском районе Ошской области Кыргызстана. Входит в состав Терт-Кельского айылного аймака.

## География
Село расположено в северной части области, на правом берегу реки Яссы, на расстоянии приблизительно 6 километров (по прямой) к северо-западу от города Узгена, административного центра района.

## Население
Согласно оценочным данным Национального статистического комитета Кыргызской Республики, численность населения села на начало 2023 года составляла 3401 человек.
| год     | 2009 | 2014 | 2015 | 2020 | 2021 | 2023 |
| ------- | ---- | ---- | ---- | ---- | ---- | ---- |
| человек | 2050 | 2679 | 2705 | 3248 | 3313 | 3401 |